# Patricia van Daal
Patricia van Daal, alias Sister Patty, is een Surinaams zangeres. Ze zong in 1998 het winnende lied van SuriPop. Ze treedt op in Suriname en Nederland onder haar eigen naam, als Sister Patty in het duo met Johanman en in de Suritoppers en Kaseko in Concert.

## Biografie
Van Daal werd landelijk bekend door haar deelname aan SuriPop in 1998. Tijdens dit muziekfestival zong ze het door Guillaume Creebsburg geschreven winnende nummer Efu geme no ben de. Naast het album SuriPop X verscheen het in 2012 op de cd Best of SuriPop.
In eigen land treedt ze op tijdens diverse gelegenheden, onder haar eigen naam of als Sister Patty, vooral in het duo met Johanman. Samen treden ze ook op in Nederland en in 2018 brachten ze hun 25-jarige jubileum-cd uit. Verder is ze muzikaal actief geweest als jurylid, zoals tijdens de scholencompetitie Got Talent in 2013.
Sinds 2011 komt ze meermaals voor een concerttour naar Nederland als een van de artiesten van de SuriToppers en zong ze meerdere jaren in de theatertour van Kaseko in Concert. Ze is te zien in de documentaire Mijn broer Arnold uit 2013 over haar achterneef en Groningstalige musicus Arnold Veeman die in een pleeggezin in Groningen is opgegroeid en die ze toen pas leerde kennen. Een videoclip van Van Daal bracht de zoektocht van Veeman naar zijn Surinaamse roots aan het rollen.